# Голышева, Анна Викторовна
А́нна Ви́кторовна Го́лышева (род. 27 сентября 1987, Беловодское) — киргизская волейболистка, член сборной Кыргызстана, мастер спорта Кыргызстана (2011). Играет на позиции доигровщика. При тренере Марате Сейитказиеве стала лучшим игроком национальной сборной Кыргызстана (2010).
С января 2012 года прекратила волейбольную карьеру.

## Детство
Анна Голышева училась в Первомайской средней школе села Беловодское. Интерес к волейболу Анне привил её первый школьный тренер Александр Гаврилович Донецков. В детстве Анна, помимо волейбола, увлекалась ещё легкой атлетикой и имеет по ней множество грамот и наград. Примечательным фактом в её биографии являются выступления на соревнованиях по легкой атлетике, где она ещё в детском возрасте выполнила норматив по первому взрослому разряду по прыжкам в длину и бегу на 100 метров. После окончания школы, поступила в КРСУ, где сразу же была принята в сборную университета по волейболу.

### В сборной
С 2009 по 2011 год играла за сборную Кыргызстана.

## Достижения

### Командные
- Победитель чемпионата Кыргызстана: 2009, 2010, 2011

### Личные
- Лучший игрок сборной Кыргызстана по волейболу: 2010